# Чиньяма, Такесуре
Такесуре Чиньяма (англ. Takesure Chinyama; род. 30 сентября 1982, Хараре) — зимбабвийский футболист, выступавший на позиции нападающего.

## Биография
Такесуре Чиньяма родился в городе Хараре. Начал карьеру в клубах из своей родной страны Зимбабве, а затем перебрался в польский клуб «Дискоболия». Летом 2007 года перешёл из этой команды в другой польский клуб — варшавскую «Легию». В составе «Легии» Чиньяма стал лучшим бомбардиром в одном из сезонов чемпионата Польши совместно с Павлом Брожеком. Провёл четыре года в варшавской команде, летом 2011 года после истечения своего контракта покинул этот клуб. Впоследствии играл в клубах из Зимбабве, ЮАР, а также возвращался в Польшу. В 2018 году завершил карьеру.

## Достижения
«Дискоболия»
- Победитель Кубка Польши: 2006/07
- Победитель Кубка Экстраклассы: 2006/07

«Легия»
- Победитель Кубка Польши: 2007/08
- Победитель Суперкубка Польши: 2008